# Emulator
Emulator je računalni program koji omogućava, da programska oprema izvršava na platformi (računarskoj arhitekturi i/ili operativnom sustavu) drugačijoj od one za koju je predviđen. Osnovna razlika u odnosu na simulaciju (koja oponaša ponašanje programa) je što emulator pokušava emulirati ponašanje uređaja kojega emulira.